# St. Markus (Sülfeld)

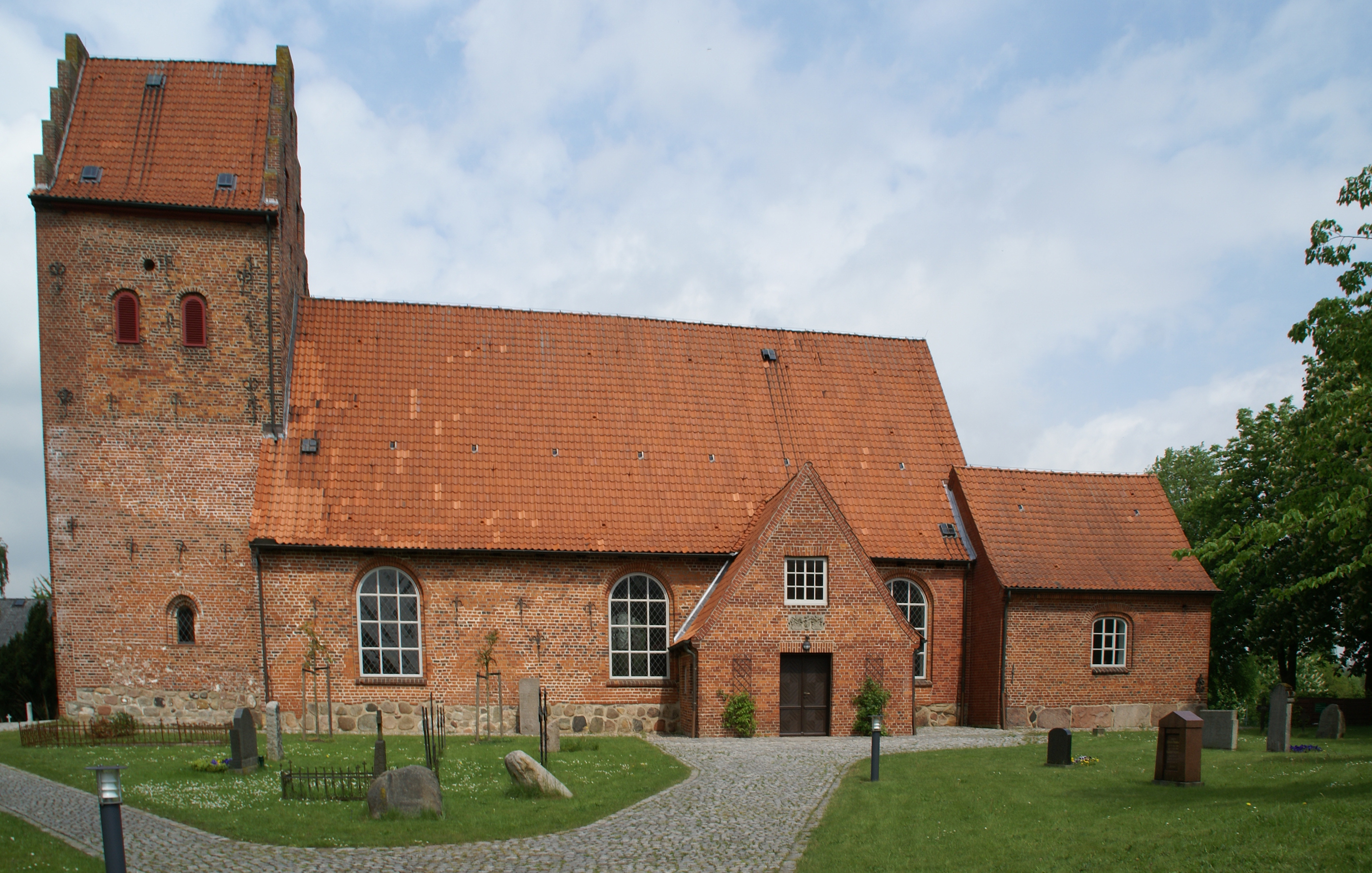
St. Markus (Sülfeld)

Die Kirche St. Markus ist ein geschütztes Kulturdenkmal mit der Objekt-ID 3818 im Denkmalschutzgesetz in Sülfeld, einer Gemeinde im Kreis Segeberg in Schleswig-Holstein. Die Kirchengemeinde gehört zum Kirchenkreis Plön-Segeberg der Evangelisch-Lutherischen Kirche in Norddeutschland.

## Beschreibung
Die Saalkirche wurde 1667 aus Backsteinen auf den Grundmauern aus Feldsteinen erbaut. Sie besteht aus einem Langhaus und einem Kirchturm im Westen, der mit einem Satteldach zwischen Staffelgiebeln bedeckt ist. Das Portal befindet sich in einem Anbau an der Südwand, dahinter liegt das Vestibül. Das Erdgeschoss des Kirchturms ist zum Langhaus hin geöffnet. 
Zur Kirchenausstattung gehört ein klassizistischer Kanzelaltar von 1786. Der halbrunde Korb der Kanzel wird von zwei ionischen Pilastern flankiert. Unter der Kanzel befindet sich ein Bild vom Abendmahl Jesu. Für die Familien Ahlefeld und Buchwaldt wurden 1725 Patronatslogen errichtet.